# США на зимних Олимпийских играх 1980
Соединённые Штаты Америки принимали у себя XIII Зимние Олимпийские игры, проходившие в Лейк-Плэсид (штат Нью-Йорк) с 13 по 24 февраля 1980 года, где представители США завоевали 12 медалей, из которых 6 золотых (в том числе победа сборной страны по хоккею с шайбой), 4 серебряных и 2 бронзовых награды. На третьих в истории США домашних Зимних Олимпийских Играх, сборную страны представлял 101 спортсмен (76 мужчин, 25 женщин), выступавших в 10 видах спорта.
Самым титулованным спортсменом сборной США на Зимних Олимпийских Играх 1980 года стал конькобежец Эрик Хайден, завоевавший пять золотых медалей. Ему удалось одержать победу во всех личных дисциплинах конькобежного спорта на одной олимпиаде, что и по сей день остаётся уникальным спортивным достижением.